# Haemultang

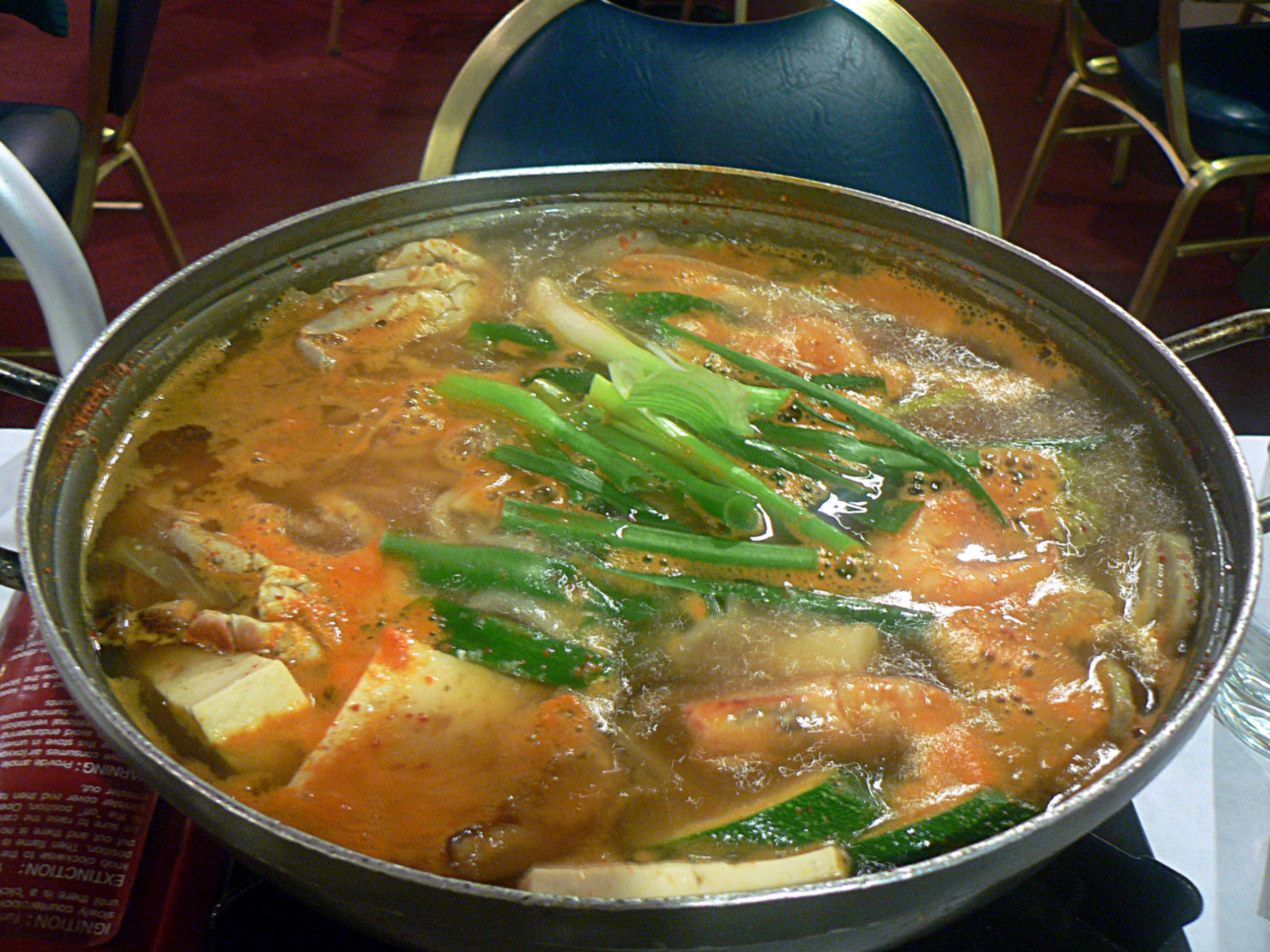
Haemultang

Haemul-tang (kor. 해물탕) ist ein traditioneller koreanischer Eintopf aus Meeresfrüchten aller Art mit einer scharfen Brühe. Daneben kann das Gericht verschiedene Gemüsesorten enthalten, zum Beispiel Zwiebeln, Sojasprossen, Peperoni oder Pilze.